# Kumo älv
Kumo älv, (fi.: Kokemäenjoki) är en 121 km lång älv i Birkaland och Satakunda. Den har sin källa i sjön Liekovesi i Sastamala och mynnar ut i Bottenhavet i Pihlavaviken i Björneborg.
Kumo älv har ett tillflödesområde på 27 100 km²och är därmed det fjärde största vattendraget i Finland. Älvens vattenflöde är i genomsnitt 231 m³/s. Kumo älv är en medelstor älv och dess bredd varierar mellan 20 och 160 meter. Kumo älv är rik på fiskar och de vanligaste fångstfiskarna är lax, regnbågsöring och havsöring. År 1914 fångades här den hittills största i Finland fångade fisken, en atlantisk stör på 149 kg.
Hamnen vid Kumo älvs mynning har sedan 1200-talet varit viktig för sjötrafiken.
Tre andra älvar avrinner till Kumo älv: Loimijoki i Vittis, Kauvatsanjoki i Kumo och Härpö å (fi. Harjunpäänjoki) i Björneborg.